# Franco Orsi
Franco Orsi (Savona, 11 marzo 1966) è un politico italiano.

## Biografia

### Studi e prime attività politiche e professionali
Sin da ragazzo Orsi si occupa di politica militando nel movimento giovanile della Democrazia Cristiana.
Si diploma all'Istituto Tecnico Nautico "Leon Pancaldo" di Savona nel 1986 e poi si laurea in giurisprudenza. Sposato, ha due figli.
È genero di Bonelli, segretario regionale factotum di Paolo Emilio Taviani, ai tempi della DC. È stato consigliere comunale ad Albisola Superiore dal 1985 al 1990: successivamente è stato rappresentante del comune albisolese nel "Consorzio Deleghe per l'Agricoltura".
È stato anche dirigente del Ministero del Bilancio e funzionario dell'Unione industriali di Savona.
A diciotto anni entra in consiglio comunale ad Albisola Superiore. Nel 1990, in rotta con i dirigenti del partito, rifiuta di ricandidarsi in Comune e nel 1992, in polemica con Martinazzoli, lascia cariche e partito. Organizza campagne elettorali: per Grillo, per Goria. In seguito è assunto all'Unione Industriali di Savona: si licenzia quando si candida in Regione.

### Consigliere regionale di Forza Italia (1995-2010)
Eletto nel 1995 al consiglio regionale della Liguria, è stato capogruppo di Forza Italia e vicepresidente della commissione Ambiente, territorio e trasporti.
Rieletto nel 2000, ha fatto parte della giunta di Sandro Biasotti, come vicepresidente della giunta regionale e dal 2002 assessore alla Pianificazione territoriale ed ambientale.
Negli anni 2000-2005 è stato membro del consiglio direttivo del Parco Nazionale delle Cinque Terre e coordinatore, presso la Conferenza Nazionale delle Regioni italiane (CINSEDO) degli assessori regionali per le deleghe al demanio marittimo.
Nuovamente rieletto nel 2005, ricopre la carica di vicepresidente del consiglio regionale della Liguria.

### Senatore PDL (2008 - 2013)
Alle elezioni politiche del 13-14 aprile 2008 è stato eletto Senatore della Repubblica nella circoscrizione Liguria per il partito del Popolo della Libertà.
È membro della commissione Ambiente del Senato della Repubblica e della commissione bicamerale per la Semplificazione della legislazione e della Giunta per le elezioni, per le immunità parlamentari e i procedimenti d'accusa. È membro del direttivo del gruppo PdL al Senato. Dal 2010 è capogruppo del PdL nella XIII Commissione del Senato (Territorio e ambiente).
Politicamente è considerato molto vicino all'ex ministro dei governi Berlusconi Claudio Scajola, anch'egli ligure e all'ex Ministro Giuseppe Pisanu.
Il 1º dicembre 2012, insieme a Scajola e ad alcuni consiglieri regionali del Pdl, firma la mozione di sfiducia nei confronti dei due coordinatori regionali del partito Eugenio Minasso e Michele Scandroglio.

#### Attività legislativa
Orsi è stato relatore di numerose proposte di legge nella XVI legislatura al Senato, in tema di caccia, ambiente, e rifiuti:
- ddl S.2144 di iniziativa governativa per la temporanea sospensione di talune demolizioni giudiziarie in Campania, concernenti immobili adibiti a prima casa che non violassero il vincolo paesaggistico (conversione in legge, con modificazioni, del decreto legge 28 aprile 2010, n. 62). Il ddl, approvato al Senato il 26 maggio[9], è stato poi respinto alla Camera l'8 giugno 2010.[10]
- ddl S.2507 di iniziativa governativa sul subentro delle amministrazioni territoriali della regione Campania nelle attività di gestione del ciclo integrato dei rifiuti (conversione in legge, con modificazioni, del decreto-legge 26 novembre 2010, n. 196); il ddl è stato approvato dalle due camere come Legge 1/2011.[11]
- decreto legislativo 205/2010 di recepimento della direttiva UE 98/2008, trasposta attraverso la modifica del D.Lgs. 152/06 sulla gestione dei rifiuti.[12]
- ddl S.1820 D'Alì di riforma della legge quadro sulle aree protette (l.394/91), in corso di esame al Senato.[13]

In particolare nel ruolo di relatore dei disegni di legge sulla caccia (s.1476, s.1224, s.1122, s.1104, s.1029, s.510, s.480, s.398, s.397, s.330, s.276) è stato oggetto di molte critiche da parte del mondo ambientalista ed animalista. Il testo unificato presentato da Franco Orsi alla commissione Ambiente del Senato non ha avuto seguito nella XVI legislatura.
Orsi è stato inoltre estensore di parere della XIII commissione del Senato su diversi disegni di legge:
- ratifica ed esecuzione dell'accordo Italia-Francia sulla gestione unificata del tunnel di Tenda e sulla costruzione di un nuovo tunnel, fatto a Parigi il 12 marzo 2007;[14]
- ratifica del Trattato di Lisbona[15];
- Legge comunitaria 2008[16], 2009[17][18] e 2010[19]
- Decreti legge sulla competitività 78/2010[20] e 1/2012[21]

Infine Orsi è stato relatore di maggioranza della richiesta di deliberazione in materia di insindacabilità secondo l'art. 68(1) della Costituzione (in quanto opinioni connesse all'esercizio delle funzioni svolte da parte di un membro del Parlamento) per i reati di diffamazione a mezzo stampa contestati a Francesco Storace, senatore all'epoca dei fatti.

##### Disegno di legge di modifica della legge sulla caccia
Orsi è stato relatore in Senato dei disegni di legge presentati all'inizio della XVI legislatura (s.1476, s.1224, s.1122, s.1104, s.1029, s.510, s.398, s.330, s.276), volti alla riforma della legge 157/92 sulla caccia e in maggioranza volti alla riduzione dei vincoli all'attività venatoria.
Il complesso dei disegni di legge e la stessa scelta di Orsi come relatore sono stati duramente contestati dalle associazioni animaliste e ambientaliste come la LAV, la LAC, la LIPU, il WWF, l'ENPA, oltre che dall'associazione di consumatori Codacons. Tali associazioni hanno lamentato soprattutto di non essere state coinvolte nella fase di redazione del disegno di legge, e contestato l'opportunità di affidare la relazione di un tale provvedimento ad un cacciatore, oltre a vari punti di criticità nella sostanza dei diversi disegni di legge.
A partire dai diversi disegni di legge depositati al Senato, Orsi ha presentato l'11 marzo 2009 in Commissione XIII (territorio ed ambiente), a seguito dei lavori assai contrastati all'interno di una Commissione ristretta, un testo unificato che modificava soltanto alcune delle disposizioni della legge 157/92. La proposta di testo unificato ha ricevuto il parere negativo del PD, per mancanza di condivisione del metodo di lavoro e poiché il testo non avrebbe tenuto conto delle indicazioni formulate durante le audizioni della commissione.
Pareri favorevoli vennero espressi dal Ministero delle politiche agricole alimentari e forestali e dalla Coldiretti allo scopo di aumentare la pressione venatoria sulle specie animali dannose per l'agricoltura.
La Confederazione italiana agricoltori si è invece espressa contro la liberalizzazione delle regole venatorie, ritenendo opportuno affrontare l'emergenza dei danni della fauna selvatica tramite una normativa separata.
Il testo unificato presentato da Franco Orsi alla commissione Ambiente del Senato non ha avuto seguito nella XVI Legislatura.

### Sindaco di Albisola Superiore (2009-2019)

#### Primo mandato
L'8 giugno 2009 viene eletto sindaco del comune di Albisola Superiore, dove è residente, raccogliendo il 40,32% dei voti con una lista Orsi sindaco sostenuta da Popolo della Libertà e Lega Nord.

#### Secondo mandato
Il 25 maggio 2014 si ripresenta come Sindaco di Albisola Superiore con la lista civica "la mia città con Orsi sindaco" e viene confermato con il 54,98% dei voti. 
Il 26 maggio 2019 si tengono le nuove elezioni comunali che vengono vinte dalla lista che si pone in continuità con l'amministrazione uscente guidata da Maurizio Garbarini che per 9 anni è stato il Vice  di Orsi e che gli subentra nella carica di Sindaco.

## Procedimenti giudiziari
Nel maggio 2016 il Sindaco di Albisola, per un'inchiesta sui parcheggi di via Turati, è stato rinviato a giudizio insieme alla ex giunta per tentato abuso di ufficio in relazione ai terreni di proprietà in parte del vicesindaco Maranzano. 
L'11 aprile 2018, si conclude dopo 8 anni l'inchiesta sul parcheggio di via Turati con l'assoluzione proclamata dal tribunale di Savona per Orsi e per tutta la sua Giunta "perché il fatto non sussiste"
Nell'ottobre 2017 viene indagato dalla procura di Genova con l'accusa di peculato in relazione a un filone del caso delle spese pazze che ha coinvolto altri consiglieri regionali liguri per quanto riguarda la legislatura 2005-2010. Il 6 aprile 2018 viene rinviato a giudizio insieme ad altre 18 persone. L'11 dicembre 2019 il PM chiede per lui una condanna a 2 anni di reclusione.
Il 30 ottobre 2020 il tribunale di Genova lo ha condannato a 18 mesi e 10 giorni di reclusione (con la sospensione condizionale) nell'ambito dell'inchiesta sulle "Spese pazze" in Regione Liguria per aver speso i soldi destinati all'attivitá politica per uso personale. Il 13 dicembre 2022 la Corte d’Appello assolve Orsi perché i fatti contestati non costituiscono reato.